# Camillo Schumann
Camillo Schumann (ur. 10 marca 1872 w Königstein, zm. 29 grudnia 1946 w Bad Gottleuba) – niemiecki kompozytor i organista.

## Życiorys
Brat Georga. Muzyki początkowo uczył się od ojca, następnie studiował w konserwatorium w Lipsku u Salomona Jadassohna, Carla Reineckego i Paula Homeyera. W latach 1894–1896 był uczniem Woldemara Bargiela w Berlinie. Od 1896 roku pełnił funkcję organisty w katedrze w Eisenach. Pod koniec życia zamieszkał w Bad Gottleuba.
Tworzył głównie utwory organowe, ponadto napisał 6 kantat, 3 tria fortepianowe, 5 sonat wiolonczelowych, 2 sonaty klarnetowe, 2 sonaty fortepianowe.